# Český rozhlas Vltava
Český rozhlas Vltava (v letech 1992–2013 Český rozhlas 3 – Vltava) je celoplošná stanice Českého rozhlasu se zaměřením na kulturu. Vznikla v roce 1972 a do konce roku 1991 ji provozoval Československý rozhlas. Od roku 2019 je šéfredaktorkou stanice Jaroslava Haladová.
V programové struktuře dominují pořady s klasickou hudbou starší i současnou (kolem 40 % vysílacího času ve všední dny). Dále jsou významně zastoupeny jazz a alternativní hudba (Jazzový podvečer, Jazzové dopoledne, Mozaika), literární pořady (četba na pokračování, rozhlasové hry) a kulturní publicistika (Mozaika, Akcent) – vše po přibližně 15 % vysílacího času. Zařazeny jsou také speciální programové řady, například Španělský rok (2008). Stanice vysílá 24 hodin denně.

## Historie
Stanice Vltava vznikla v roce 1972 a navázala na III. program Československého rozhlasu určený pro náročného kulturního diváka, který fungoval od roku 1964. Ten byl o osm let později rozdělen na dva národní okruhy, českou Vltavu a slovenský Devín.
Od 5. května 2014 měla Vltava nové schéma, které se změnilo po 12 letech. K další velké programové změně došlo na podzim roku 2017 pod tehdejším šéfredaktorem Petrem Fischerem.
Poslední velká programová rekonstrukce se uskutečnila v průběhu roku 2020, v rámci které stanice získala také nové znělky. Ranní Mozaika dostala stálou každodenní moderátorkou dvojici a začala vysílat odpolední Mozaika s moderním jazzem a elektronikou. Vznikl nový podcast Akcent, hudební pořad Sedmé nebe (připravuje Oto Klempíř, Načeva, Jiří Černý, Pavel Klusák a mnoho dalších), nová řada četby na pokračování Četba s hvězdičkou pro literaturu nevhodnou „pro děti, mladistvé a cudné“.

## Distribuce signálu
ČRo Vltava vysílá v pásmu VKV v modulaci FM i v digitální formě, k dispozici je i internetové vysílání a vysílání pro mobilní telefony. Pozemní digitální vysílání je zprostředkované jak rozhlasovým standardem DAB+, tak i přidruženým signálem televizního standardu DVB-T2. Příjem je možný též přes družici Astra 3A (pozice 23,5° východně) v DVB-S2. 
| Město/Oblast      | Frekvence |
| ----------------- | --------- |
| Čechy             | 12C DAB+  |
| Morava a Slezsko  | 12D DAB+  |
| Varnsdorf         | 88,4 MHz  |
| Jihlava           | 88,4 MHz  |
| Klatovy           | 88,6 MHz  |
| Valašské Meziříčí | 89,9 MHz  |
| Brno              | 90,4 MHz  |
| Zlín              | 94,8 MHz  |
| Plzeň             | 95,6 MHz  |
| České Budějovice  | 96,1 MHz  |
| Chomutov          | 96,3 MHz  |
| Břeclav           | 96,3 MHz  |
| Jeseník           | 98,2 MHz  |
| Vsetín            | 98,3 MHz  |
| Znojmo            | 99,2 MHz  |
| Hodonín           | 100,4 MHz |
| Pardubice         | 102,7 MHz |
| Liberec           | 103,9 MHz |
| Ústí nad Labem    | 104,5 MHz |
| Ostrava           | 104,8 MHz |
| Praha             | 105,0 MHz |
| Písek             | 105,2 MHz |
| Karlovy Vary      | 105,7 MHz |
| Kaplice           | 105,9 MHz |
| Cheb              | 106,2 MHz |
| Příbram           | 107,0 MHz |
| Kašperské Hory    | 107,2 MHz |
| Hranice           | 107,9 MHz |
| Třebíč            | 88,1 MHz  |